# Montroi (ort)
Montroy är en kommunhuvudort i Spanien.   Den ligger i provinsen Província de València och regionen Valencia, i den östra delen av landet, 290 km öster om huvudstaden Madrid. Montroy ligger 135 meter över havet och antalet invånare är 1 768.
Terrängen runt Montroy är platt åt nordost, men åt sydväst är den kuperad.Runt Montroy är det tätbefolkat, med 266 invånare per kvadratkilometer. Närmaste större samhälle är Torrent, 17,4 km nordost om Montroy. Trakten runt Montroy består till största delen av jordbruksmark.